# Mariä Himmelfahrt (Jenhausen)

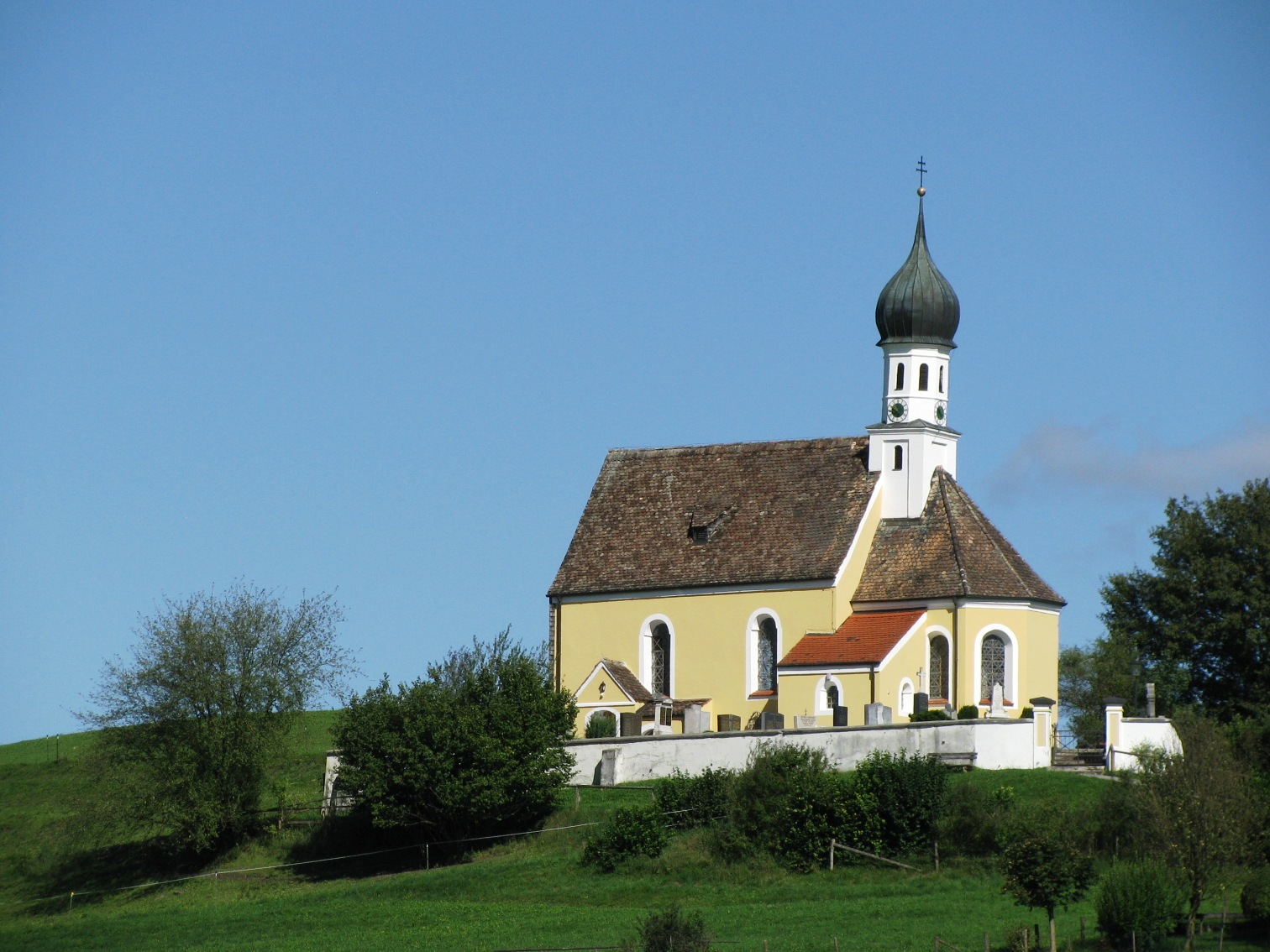
Kirche Mariä Himmelfahrt in Jenhausen

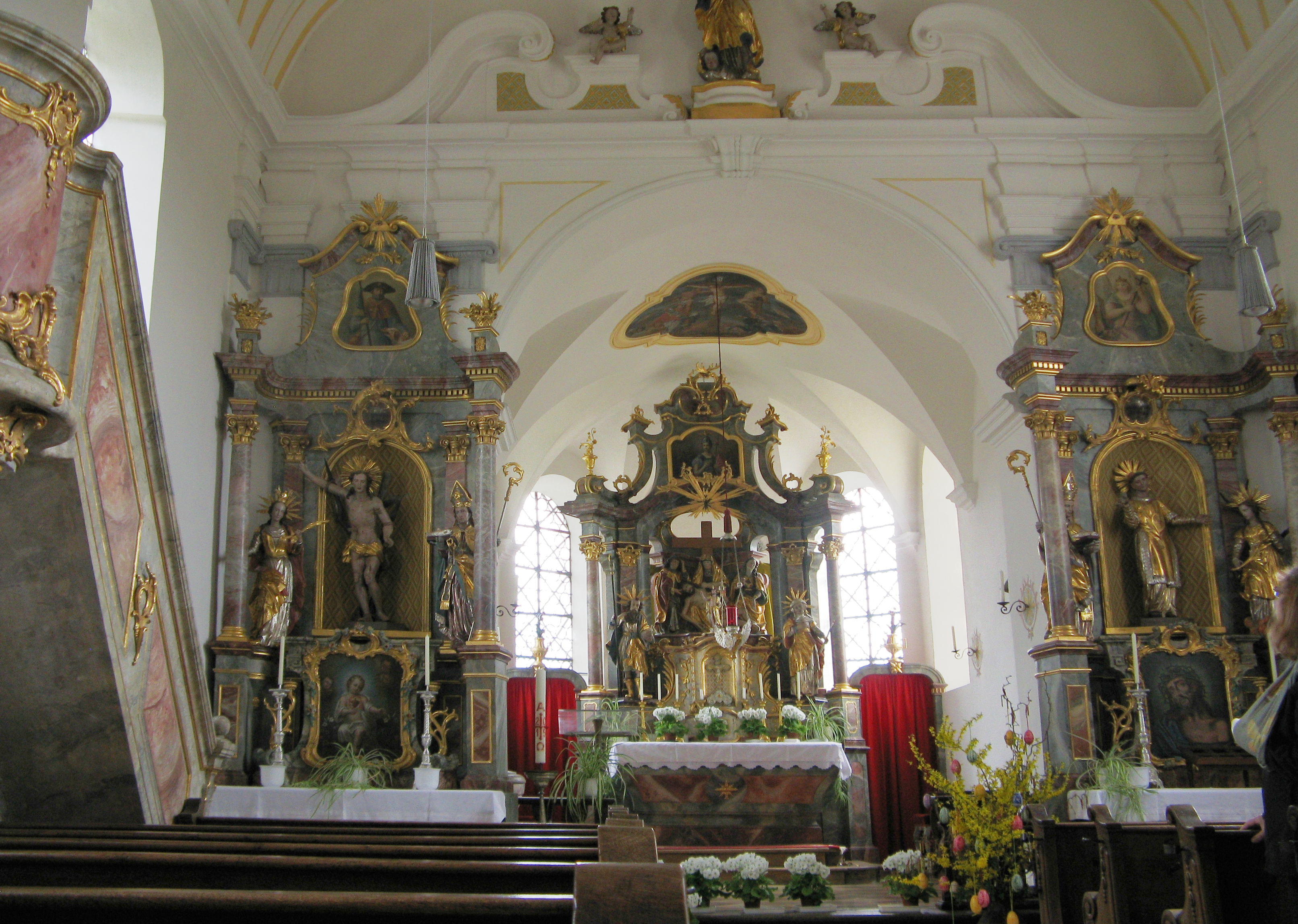
Innenansicht

Die katholische Filialkirche Mariä Himmelfahrt in Jenhausen, einem Ortsteil der oberbayerischen Gemeinde Seeshaupt im Landkreis Weilheim-Schongau, wurde um 1730 errichtet. Die Kirche liegt an exponierter Stelle auf einem Hügel oberhalb des Ortes. Sie ist ein geschütztes Baudenkmal.

## Geschichte
Im Jahr 1135 gelangten die Kirchen von Jenhausen und Magnetsried, die bis dahin dem Chorherrenstift Habach gehört hatten, durch Tausch in den Besitz des Klosters Bernried. Bis zur Säkularisation im Jahr 1803 bildete Jenhausen eine eigene Pfarrei, die von Vikaren aus Bernried mit Magnetsried zusammen betreut wurde, danach wurde der Ort der Pfarrei Seeshaupt eingegliedert.

## Beschreibung
Der spätgotische Chor des Vorgängerbaus wurde mit geringfügigen Veränderungen in das neue Bauwerk integriert. Der verputzte Saalbau besitzt einen Dachreiter mit Zwiebelhaube. Die Sakristei wurde angebaut. Von außen einsehbar ist ein Souterrain-Anbau mit einem Beinhaus, in dem in einem Regal die beschrifteten Schädel früherer Einwohner aufgebahrt sind.

## Orgel

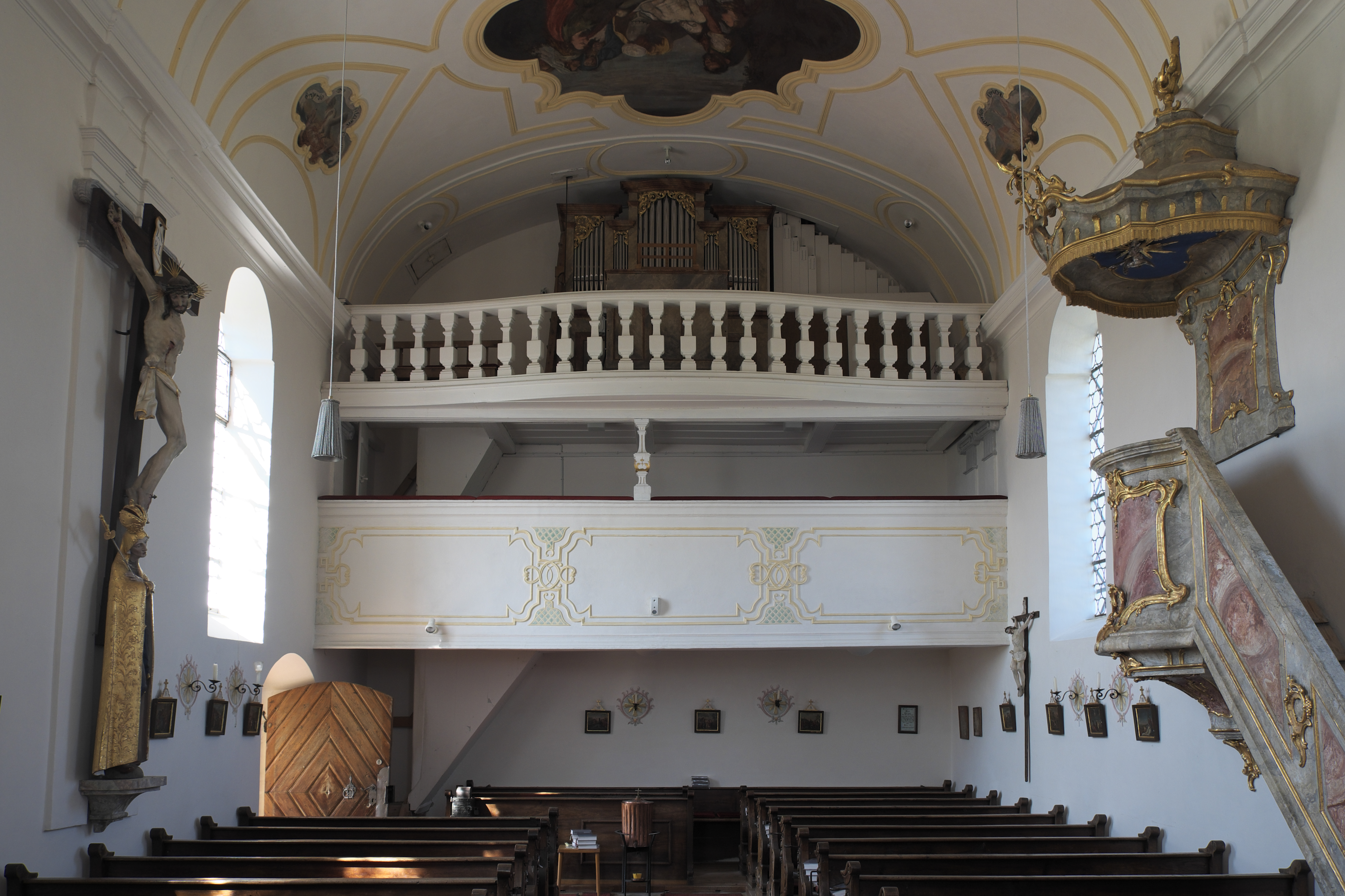
Blick zur Empore mit Orgel

Die Orgel wurde im Jahr 1907 als Opus 192 von Willibald Siemann aus München gebaut. Sie besitzt sechs Register, die auf pneumatischen Kegelladen stehen.
Die Disposition lautet:
| Manual C–f3 |            |    |
| 1.          | Principal  | 8′ |
| 2.          | Gedeckt    | 8′ |
| 3.          | Gamba      | 8′ |
| 4.          | Salicional | 8′ |
| 5.          | Octave     | 4′ |

| Pedal C–d1 |        |     |
| 6.         | Subbaß | 16′ |

- Koppeln:

Normalkoppel: Man/Ped
Superoktavkoppel: Man/Man
- Spielhilfen: zwei feste Kombinationen (mezzoforte, forte)